# براک (تگزاس)
براک (به انگلیسی: Brock) یک منطقهٔ مسکونی در ایالات متحده آمریکا است که در شهرستان پارکر، تگزاس واقع شده‌است.